# Sulzbürg (Naturraum)
Das Sulzbürg ist ein Naturraum (111.17) im Neumarkter Becken im Vorland der mittleren Frankenalb im Fränkischen Keuper-Lias-Land im Südwestdeutschen Stufenland.
Der Naturraum umfasst die Zeugenberge Sulzbürg, Galgen- und Schlüpfelberg. Der Aufbau der Berge ist wie beim Dillberg, Tyrolsberg, Staufer Berg und Buchberg. Unten ist ein Lias-Sockel, gefolgt von Doggerschichten aus Opalinuston und Jurensismergel sowie Eisensandstein und Ornatentone.
Im Westen grenzt er an einer Stelle das Schwarzachtal (111.01) an. Ansonsten ist er  an das Südliche und Westliche Neumarkter Becken (111.12).
Einziges bewohntes Gebiet ist die gleichnamige Ortschaft Sulzbürg, der zur Gemeinde Mühlhausen gehört.